# Belisana ambengan
Belisana ambengan es una especie de arañas araneomorfas de la familia Pholcidae.

## Distribución geográfica
Es endémica de Bali (Indonesia).